# Bedirxan Beg

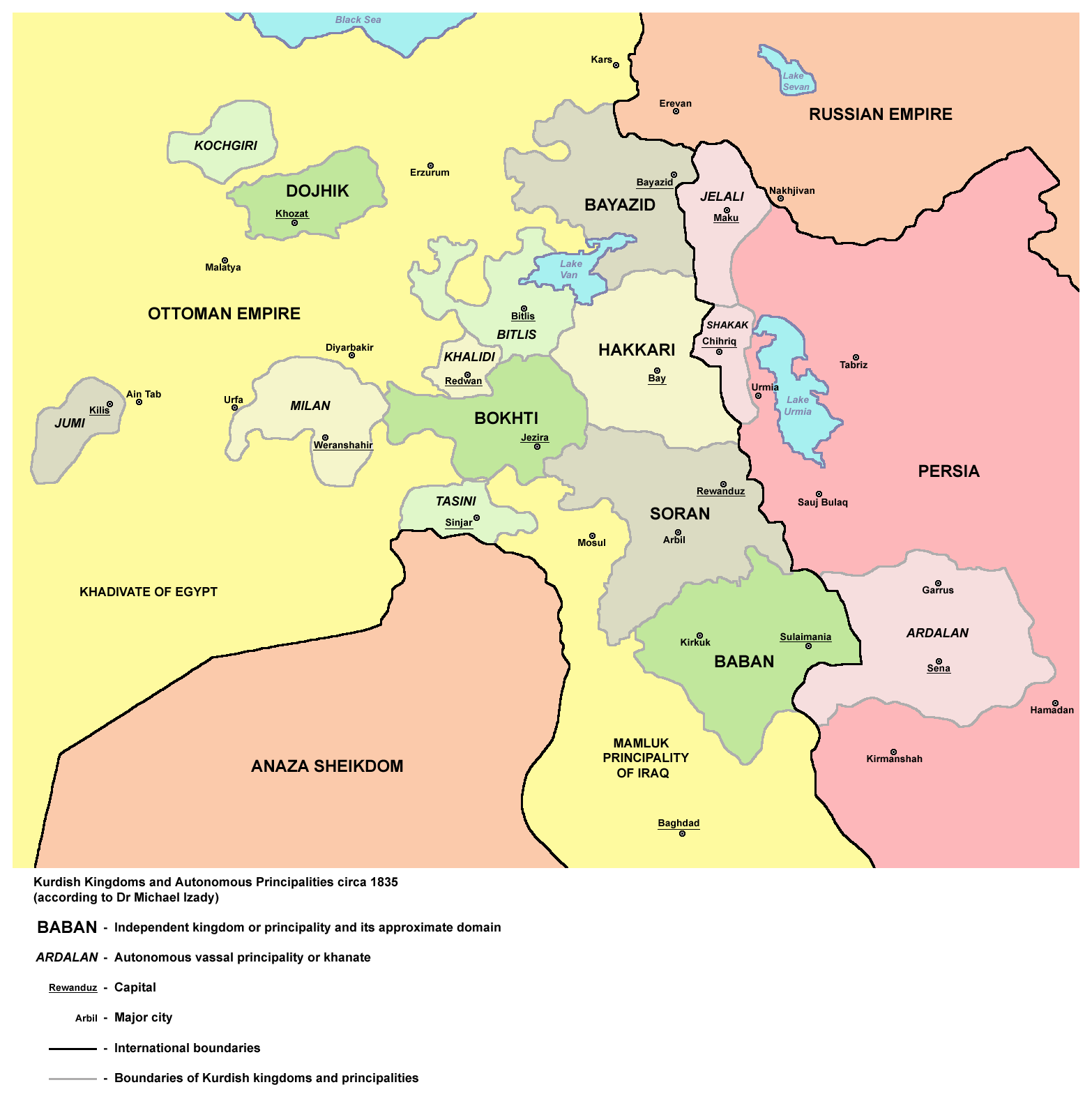
Principautés kurdes vers 1835.

Bedirxan Beg, également transcrit Bedirkhan Bey, Bedir Khan ou Badr Khan (en kurde : Bedirxanê Evdalxan), né en 1802 à Cizre, dans le sud-est de la Turquie actuelle, mort en 1868 à Damas est un prince kurde de la principauté de Botan (Bohtan, Bokhti). Il dirige l'une des plus importantes révoltes kurdes contre l'Empire ottoman, en rendant sa principauté indépendante entre 1844 et 1846.
Berdirxan Beg est considéré comme une figure majeure de l'histoire du peuple kurde et le premier à avoir établi, à l'époque moderne, une ébauche d'État kurde indépendant.
Certains de ses descendants joueront un rôle important dans l'histoire politique et littéraire du Kurdistan, notamment en créant l'organisation Khoybûn (ou Xoybûn), ainsi que l'« École de Damas » et les premières revues kurdes.

## Biographie
Bedirxan Beg naît en 1802 dans la famille princière de la principauté de Botan, un des émirats kurdes vassaux de la Sublime Porte depuis la conquête ottomane au XVIe siècle. Le Botan tire son nom d'une rivière et s'étend autour de la ville de Cizre (Djazirat Ibn Omar), en Haute Mésopotamie. La famille des Bedirxan, issue de la tribu des Bokhti, gouverne déjà la principauté du Botan depuis le XIVe siècle, avec de brèves interruptions dues à l'occupation de Tamerlan puis des Akkoyunlar.
Il accède au trône de la principauté en 1821. Selon certaines sources, il aurait évincé son oncle Seyfeddîn pour y parvenir.

### Le soulèvement
Si les principautés kurdes, comme le Botan, le Soran, le Bahdinan ou le Baban, sont formellement rattachées à l'empire ottoman, elles disposent en réalité d'une certaine autonomie. À partir de la fin du XVIIIe siècle et du début du XIXe siècle, confrontées à une forte augmentation des troubles intérieurs et des menaces extérieures, les autorités ottomanes tentent d'accroître leur contrôle des territoires. Elles exigent de plus en plus d'impôts et de contingents militaires. Cette politique inquiète les princes kurdes et les inciter à s'émanciper de la tutelle ottomane. C'est l'origine des révoltes kurdes du XIXe siècle, dont la première est celle des Baban en 1806.

#### Vers l'indépendance
En 1828-1829, Bedirxan Beg affiche son indépendance en refusant de fournir des contingents à l'armée ottomane. Il cherche à convaincre les princes voisins, notamment Xan Mahmûd, prince de Mîkis (près de Van) et Nurullah Beg, prince de Hakkâri, de se joindre à lui pour fonder un Kurdistan indépendant.
Fin mai 1833, le prince de Soran, Mîr Mohammed de Rewandûz, lui aussi en révolte contre le pouvoir ottoman, occupe tout le Kurdistan méridional (Soran, Bahdinan, Mossoul) et atteint les frontières de la principauté du Botan. Il propose alors une alliance politique à Bedirxan Beg contre le sultan. Mais Bedirxan, craignant de devenir à terme le vassal du prince de Soran, refuse, lui accordant seulement un soutien symbolique, mais acceptera plus tard d’être sous le contrôle du Mir et va vaincre les forces ottomanes durant la Première guerre ottomano-sorane.
En 1836-1838, Après l’échec de la Deuxième guerre ottomano-sorane, Bedirxan Beg résiste à une expédition ottomane. Il conclut un traité avec le sultan en 1839 mais le rompt quelques semaines plus tard quand les troupes ottomanes sont mises en déroute par les forces égyptiennes de Méhémet Ali à la bataille de Nézib, lors de la deuxième guerre égypto-ottomane.
Bedirxan s'attèle aussi à développer ses relations diplomatiques. En 1839, il écrit même au roi de France.
De 1844 à 1846, Bedirxan Beg établit une principauté quasi indépendante, frappe sa propre monnaie et fait dire la prière en son nom. Son pouvoir s'étend désormais depuis la frontière persane à l'est, jusqu'à l'intérieur de la Mésopotamie à l'ouest, et des portes de Diyarbakir à celles de Mossoul,.
Deux missionnaires américains voyageant sous la garantie de Bedirxan peuvent traverser tout le Kurdistan d'Ourmia, en Iran, à Cizre en passant par Hakkari sans aucun problème. En 1845, un agent consulaire français est étonné par la prospérité de la principauté :

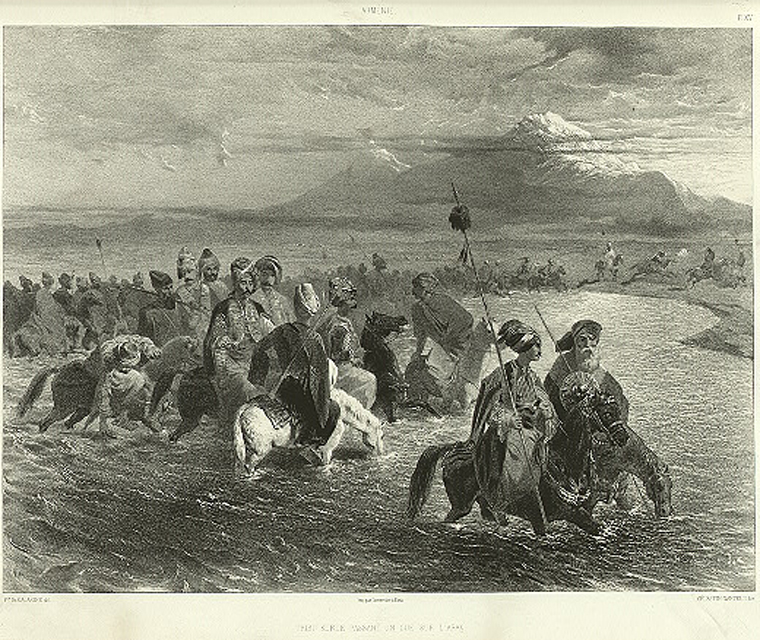
Tribu kurde passant un gué sur l'Araxe, par Grigory Gagarin, 1847.

« Après un trajet de 50 lieues environ, en descendant le Tigre à partir de Diyarbakır, l'on est frappé tout à coup du contraste qu'offre le pays. La culture est plus soignée, les villages, mieux construits, paraissent jouir de plus d'aisance. C'est le territoire de Bedir Khan. celui-ci paye 250 000 piastres de tribut à la Porte. Son pays est bien gouverné. C'est un prince sévère mais équitable. Aussi règne-t-il sur son territoire une sécurité parfaite et une apparence de bien-être que l'on chercherait vainement dans les provinces voisines soumises à l'autorité turque. »

#### Le massacre des Assyro-Chaldéens
En 1843, à l'appel de son allié stratégique Nurullah Beg, prince de Hakkari, il entreprend de soumettre les Chrétiens assyriens de la région de Hakkari, en révolte contre lui. En 1843 et en 1846, il lance deux expéditions contre eux, qui tournent au massacre. Le Mar Shimoun, le patriarche de l’Église assyrienne et chef spirituel des Assyro-Chaldéens, se réfugie à Mossoul en 1843.
Selon certaines sources, ce seraient les missionnaires anglais et américains, implantés au Kurdistan, qui auraient retourné les Chrétiens chaldéens contre les princes kurdes, à la demande des autorités ottomanes,. En effet, il semble erroné de chercher des causes religieuses à un conflit en réalité tribal. Bedirxan, bien que pieux musulman, a protégé les différentes communautés chrétiennes, dans un souci d'éliminer les germes de division entre les composantes du Kurdistan. Plusieurs de ses proches conseillers et commandants militaires sont Arméniens. Ce n'est que quand les tribus assyro-chaldéennes du Hakkari renoncent à participer aux combats et refusent en pleine guerre de payer des impôts que Bedirxan se sent obligé de montrer impitoyable avec elles,.
Quoi qu'il en soit, Bedirxan Beg, qui avait jusque là bénéficié d'une image de protecteur des Chrétiens, perd alors définitivement le soutien et les sympathies des puissances européennes, qui protestent même auprès des représentants du sultan.

#### Bedirxan Beg et les Yézidis
Si, en dehors du conflit avec les tribus assyro-chaldéennes du Hakkari, Bedirxan Beg a maintenu de bons rapports avec les autres communautés chrétiennes du Kurdistan, il n'en va pas de même avec les Yézidis. Déjà en 1832, il lance une campagne d'islamisation de ceux qui sont considérés par la plupart des Kurdes musulmans comme des « adorateurs du diable ». Ses troupes envahissent la région de Sheikhan, peuplée par des Yézidis. Malgré une résistance opiniâtre, les troupes de Bedirxan l'emportent, pillent les villages, massacrent les hommes et capturent les femmes et les enfants. Beaucoup tentent de s'échapper en se réfugiant à Shengal, mais ils se retrouvent à devoir franchir un Tigre alors en pleine crue. Certains parviennent à franchir le fleuve à la nage, mais les autres sont massacrés sur les berges par les troupes qui les ont rattrapés. Le nombre de victimes s'élève à plus de 12000. Ce massacre restera dans la mémoire collective des Yézidis comme le plus sanglant de leur histoire. Le prince des Yêzidi Ali Beg est emmené en captivité chez le prince Mohamed de Rewanduz, qui tente de le convertir à l'islam sous la torture. Il finit par le décapiter. En 1844, Bedirxan Beg, lance une nouvelle campagne contre les Yézidis, cette fois contre ceux qui sont établis dans la région de Tur Abdin (province de Mardin). Ceux qui refusent de se convertir sont emprisonnés ou massacrés. Sept villages de la région acceptent de se convertir.

#### Le déclin et la chute
En été 1847, Bedirxan est en fait en guerre depuis plus de deux ans. La famine, la lassitude, la perte de ses appuis extérieurs, les intrigues au sein de son propre camp, favorisent les manœuvres du commandement de l'armée ottomane. Au début de l'été, Yezdîn Șêr, fils de Seyfeddîn et neveu de Bedirxan, mais surtout commandant de tout le flanc ouest, fait allégeance aux Ottomans, qui lui ont promis un poste de « gouverneur du Kurdistan ». L'armée ottomane occupe Cizrê, qu'elle met à feu et à sang.
Bedirxan Beg se réfugie dans sa forteresse d'Eruh, où, après avoir résisté, il finit par capituler et se rendre à Osman Pacha en août 1847. Il est conduit enchaîné à Constantinople avec ses proches. Il est d'abord exilé à Varna, puis en Crète. Il est ensuite autorisé à s'installer à Damas, où il meurt en 1868. Plusieurs membres de sa tribu sont exilés dans d'autres régions de l'empire, à Istanbul, Bursa, Izmir et Rhodes.

## Postérité symbolique
Berdirxan Beg est une figure majeure de l'histoire du peuple kurde. Il tient une place symbolique importante dans la mémoire collective kurde. Malgré son absence de véritable vision politique en son temps, il est considéré comme le père du nationalisme kurde. Il est le premier à avoir établi, à l'époque moderne, une ébauche d'État kurde indépendant. De plus, il restera comme le seul Kurde qui, depuis les époques légendaires, a imposé son autorité sur quasiment tout le Kurdistan, aussi éphémère qu'elle ne l'ait été,.

## Descendance

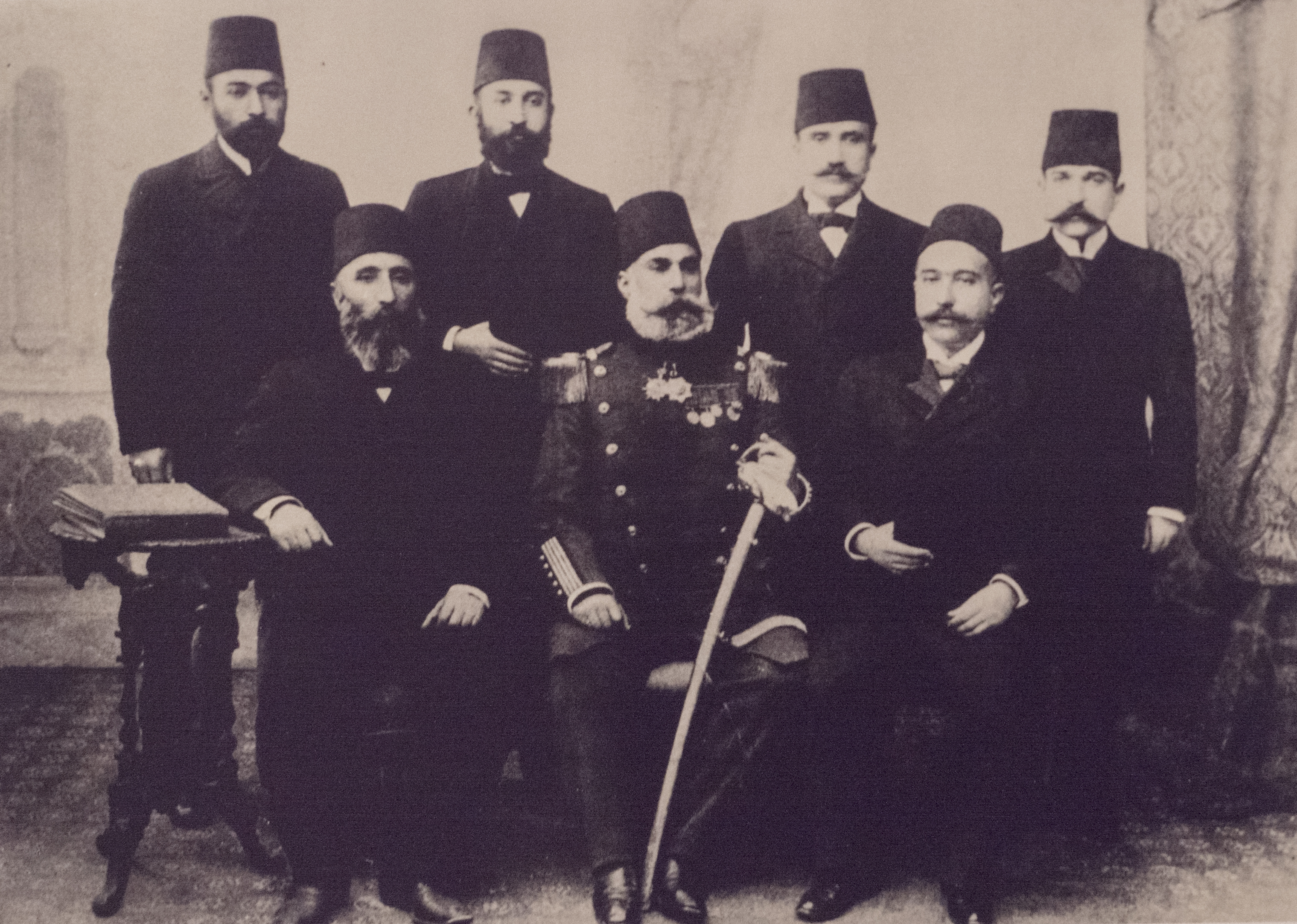
La famille Bedirxan vers 1880.

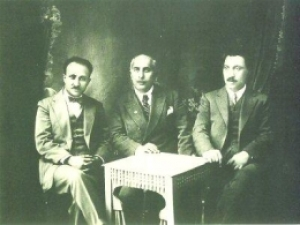
Les frères Bedirxan dans les années 1930 : Kamuran (1895-1978), Sureya (1883-1938) et Celadet (1893-1951).

Bedirxan Beg laisse une nombreuse descendance : 90, 54 ou 65 enfants, selon les sources légendaires. Mais la recherche historique actuelle estime qu'il a eu vingt-deux enfants.
Certains de ses enfants et petits-enfants, pour la plupart en résidence surveillée à Constantinople, occupent des postes officiels dans l’administration ottomane. Plusieurs membres de la famille Bedirxan jouent un rôle actif dans la naissance du mouvement national kurde à partir de Constantinople où vivent plusieurs des anciennes familles princières kurdes en disgrâce.
- Omar et Hussein dirigent une brève révolte en 1879 ; Hussein est exécuté en 1910[8],[9]
- Bahri rejoint la révolte de Cheikh Ubeydullah (1879-1881)[8]
- Miqdhat Bey participe à la révolte de 1889. Il contribuera plus tard à la revue Kurdistan, publiée au Caire[8],[9].
- Abdurrahman, diplômé de l'École d'administration civile (Mekteb-i Mulkiye, actuelle Faculté de sciences politiques (Turquie) (en)), s'exile en Europe en 1898 à la suite de son opposition au despotisme d'Abdülhamid II. Il épouse en 1904 Élisabeth van Muyden, fille d'un ingénieur suisse. Amnistié, il rentre à Constantinople en 1905 mais, en 1906, est relégué à Tripoli (Libye). Il rentre à Constantinople après la révolution des Jeunes-Turcs en 1908 et exerce différents postes officiels. Au printemps 1919, il est nommé gouverneur du vilayet d'Aidin (Aydın) où il tente, sans succès, de s'opposer à l'occupation militaire grecque qui débouchera sur la guerre gréco-turque de 1919-1922. En juin 1919, il est arrêté par les Grecs et expulsé peu de temps après vers Constantinople. Il n'exerce plus aucune fonction publique par la suite bien qu'il continue de représenter sa famille auprès des diplomates étrangers[9],[8],[10].
- Kiamil Bedir Khan et son frère Abdurrazzaq pendant la Première Guerre mondiale, prennent le parti des Russes qui, en 1917, pendant la campagne du Caucase, les nomment respectivement gouverneur d'Erzurum et de Bitlis[8],[9].
- Khalil est gouverneur de Malatya[8].

### Emîn Alî Bedirxan (1851-1926)
Fils de Bedirxan Beg, il naît en Crète en 1851. Il fait des études de droit à Istanbul. Malgré le fait de vivre sous la protection du sultan, il tisse peu à peu des liens entre les différents milieux patriotes et nationalistes kurdes. En 1908, il fonde avec d'autres membres de l'élite intellectuelle kurde l'association Kürt Teavün ve Terakki Cemiyeti (Comité kurde pour le soutien mutuel et le progrès). L’association est interdite en 1909 et Emîn Ali, condamné à mort, s'exile. En 1918 il fonde avec Seyyit Abdülkadir une nouvelle association, la Kürdistan Teali Cemiyeti (Association pour l'essor du Kurdistan). En 1920, l'association se divise entre partisans d'un Kurdistan indépendant et partisans d'un Kurdistan autonome, allié aux restes de l'empire ottoman. Emin Ali fonde alors la Kürt Teskilat-i Içtimaîye (Organisation du réveil kurde).
En 1919, lors de la guerre d'indépendance turque, il participe à une tentative d'enlèvement de Mustafa Kemal, qui échoue. Lors de la victoire des kémalistes, il s'exile en Égypte, où il décède en 1926,,.
Il est le père de Celadet, de Kamuran et de Süreyya Bedirxan.

### Sureya Bedirxan (1883-1938)
Sureya passe de nombreuses années en prison pour ses activités associatives en faveur du développement du nationalisme kurde. En 1898, à Istanbul, il fonde la première revue kurde, Kurdistan.

#### La première revue kurde:Kurdistan
Kurdistan est créé le 22 avril 1898 par les frères Sureya, Miqdat Midhat et Abdulrahman Bedirxan,.
Kurdistan est connu dans l'histoire kurde non seulement pour être le premier périodique, mais aussi pour avoir été le « Rojnama gerok » (le journal errant). En effet, si le journal est fondé à Istanbul, les cinq premières livraisons sont publiées en Égypte. Les frères Bedirxan pensent pouvoir ainsi contourner l'autorité du sultan Abdülhamid II, en profitant de la présence anglaise en Égypte. Mais le sultan parvient à faire interdire la revue. Abdulrahman s'exile alors pour Genève, où il transfère la direction de la revue. Kurdistan paraît ainsi en Suisse, jusqu'au numéro dix-neuf. À partir de la vingtième livraison, le journal revient au Caire mais il doit bientôt être à nouveau transféré, dès le numéro vingt-quatre, à Londres cette fois. La capitale anglaise n'accueille pourtant la direction du journal que pour une livraison. À partir du numéro vingt-cinq, la direction et l'imprimerie de Kurdistan se trouvent à Folkestone, dans le sud de l'Angleterre. Enfin, les deux derniers numéros, les trente et trente et unième, seront à nouveau publiés à Genève. Le journal cesse ainsi de paraître en 1909.
La revue est essentiellement rédigée en kurde, écrit alors en caractères arabes. On trouve aussi certains articles en turc, et, plus rarement, en arabe. Kurdistan se montre très critique envers le régime du sultan. Les rédacteurs, influencés par les idées nouvelles et la culture européenne, prennent aussi position en condamnant sévèrement les massacres des Arméniens de 1894-1895. Chaque livraison comprend quatre pages. En 1991, Mehmet Emin Bozarslan transcrit toutes les livraisons en caractères latins et en fait une traduction en turc.

#### La ligue duKhoybûn
En 1927, il participe à Damas à la fondation de l'association Khoybûn (Être soi-même), qui jouera le rôle de centre organisationnel de la révolte de l'Ararat (1927-1930).

### Celadet Bedirxan (1893-1951)
Celadet Bedir Khan (en) (ou Djeladet, 1893-1951), réfugié en Syrie sous mandat français avec une partie de sa famille dans les années 1920, fonde en 1927 l'association kurde Khoybûn qui soutient la révolte de l'Ararat au Kurdistan turc (1927-1930).
À Damas, avec son frère Kamuran, il regroupe les intellectuels et les aristocrates kurdes en exil, comme Osman Sabri. Ensemble, en analysant la situation du peuple kurde, ils arrivent à la conclusion qu'un réveil de la nation kurde nécessite au préalable une réaffirmation de son identité et une renaissance culturelle. C'est ainsi que naît l'« École de Damas
». Le groupe fonde plusieurs revues rédigées en partie en kurde, dont Hawar (en) (L'Appel au secours). En 1932, il invente un système alphabétique du kurmandji (dialecte kurde du nord) en caractères latin, qui reste connu comme « l'alphabet Hawar (d) », et est devenu aujourd'hui le plus usité des alphabets kurdes (en),.
Sur la base des travaux qu'il a mené en collaboration avec le linguiste et orientaliste français Roger Lescot, créateur de la chaire de kurdologie à l'École Nationale des Langues Orientales Vivantes, celui-ci publie en 1968 une grammaire kurde en français,.

### Kamuran Bedirxan (1895-1978)
Kamuran fait des études de droit à Istanbul. En 1918, il adhère à la Kürdistan Teali Cemiyeti que son père a fondée. Après la Première guerre mondiale, il participe avec son père et d'autres notables kurdes à une tentative d'enlèvement de Mustafa Kemal, qui échoue. En 1923, il s'exile pour l'Allemagne, où il reprend ses études à Munich et à Leipzig. En 1927, il se rend en Syrie où il participe avec ses à la fondation du Koybûn. Il va aussi participer aux travaux de l'
« École de Damas » et contribuer à la revue Hawar, lancée par son frère Celadet.
La Syrie et le Liban sont alors sous Mandat français. Un diplomate français en charge à Damas, Roger Lescot, commence à s'intéresser au peuple kurde et se rapproche des intellectuels kurdes. Celui-ci rédige en 1940 un rapport intitulé Bases éventuelles d'une politique kurde, où il propose un soutien au mouvement kurde, afin d'enrayer la propagande soviétique en direction du Moyen-Orient. Lescot propose, en tant que soutien concret, de réorganiser les cours de langue kurde dans les provinces syriennes sous mandat français, y compris à Damas, d'imprimer des manuels scolaires et même de journaux et de revues en kurde. Kamuran Bedir Khan, qui a fait la connaissance de Lescot, adresse alors une requête au Haut Commissariat français, allant dans le même sens et s'appuyant sur les mêmes argument que Lescot. Le groupe des intellectuels kurdes regroupés autour des Bedirxan reçoit une réponse positive de l'administration mandataire. Les revues Hawar, Ronahî et Roja Nû vont alors pouvoir bénéficier d'un soutien officiel de la part de la France et pouvoir étendre leur lectorat. Lescot lui-même livre des contributions en français à ces périodiques.
Mais en 1946, la fin du Mandat français au Levant met un terme à cette politique française pro-kurde. Toutefois, les diplomates et chercheurs comme Roger Lescot, Pierre Rondot et Thomas Bois maintiendront leurs liens d'amitiés et leur collaboration avec les intellectuels et patriotes kurdes, dont Celadet et Kamuran. Kamuran Bedirxan retourne alors en Europe, en Allemagne, puis en France, où il devient chargé de cours à l'Institut national des langues et civilisations orientales de Paris. Il meurt à Paris en 1978. Les relations qu'il a développées en France contribueront, quelques années après sa mort, à l'impulsion qui donne naissance, en 1983, à l'Institut kurde de Paris, qui le nommera membre d'honneur à titre posthume.